# Баронет

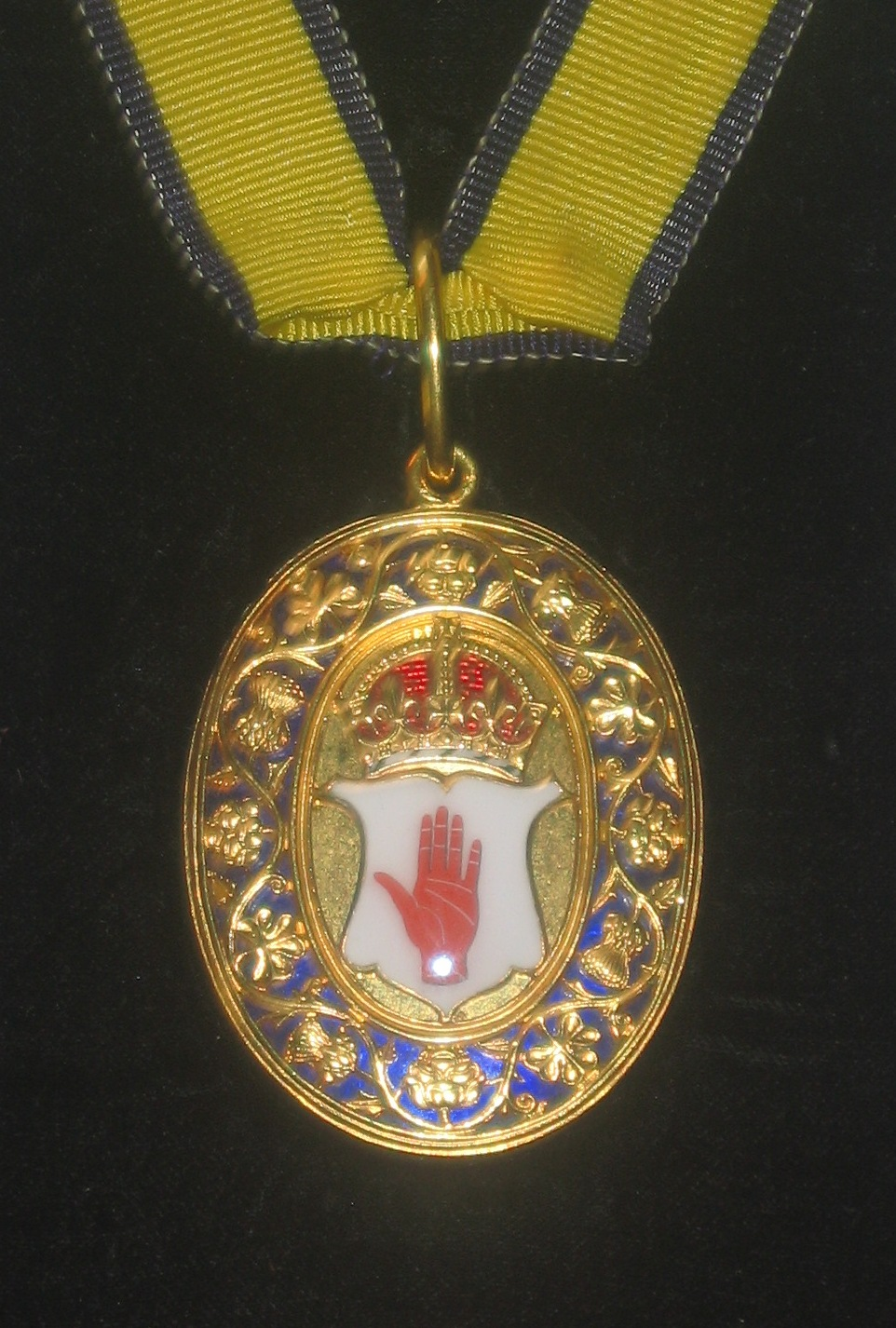
Знак баронета

Бароне́т (англ. Baronet; традиционное сокращение Bart, современное Bt) — владелец наследуемого титула, выдаваемого британской Короной, именуемого баронетство. Практика возведения в баронетское достоинство была введена Яковом I Английским в 1611 году для сбора денег. Звание баронета стоило от £1095. Кандидаты в баронеты должны были заплатить короне эту сумму, которая бы покрывала содержание 30 пехотинцев в течение трёх лет, исходя из ежедневного финансирования на каждого не менее 8 пенсов в день
В континентальной Европе не существует эквивалента баронетства, хотя наследственных рыцарей, вроде австрийского «риттера» (ritter) или нидерландского erfridder, можно считать примерно равными.

## Этимология
Слово баронет — уменьшительное от пэрского титула барон. Ранг баронета — между бароном и рыцарем.
Баронетство в системе английских аристократических титулов уникально по трём причинам:
- это наследуемый аристократический титул, но он не дает прав пэрства и никогда не давал владельцу место в Палате лордов британского парламента;
- обращение к баронету, как и к рыцарю — «сэр», но баронетство не является рыцарским орденом;
- женщина, являющаяся баронетом в своём праве, так же, как и женщина — кавалер рыцарского ордена, имеет в английском аристократическом этикете именование Dame («дама[англ.]» в одном из своих значений); супруга баронета так же, как и супруга рыцаря, традиционно именуется «леди».

## История
Изначально термин «баронет» применялся к дворянам, потерявшим право личного призыва в парламент, и был в этом смысле использован в уставе Ричарда II. Воссоздание титула связано с открытием сэром Робертом Коттоном в конце XVI или начале XVII века патента Уильяма де ла Поля (выпущенного в 13-й год правления Эдуарда III), дающего ему дворянское достоинство баронета в обмен на определённую сумму денег.
Титул баронета прошёл в своей истории через пять этапов:
1. Король Яков I учредил баронетство в Англии 22 мая 1611 для освоения Ирландии. Он предложил этот титул 200 джентльменам хорошего происхождения, с доходом не менее тысячи фунтов стерлингов в год, при условии, что каждый выплатит сумму, равную трёхлетней плате 30 солдатам по 8 пенсов в день в королевскую казну (= £1095) (Exchequer).
2. Баронетство Ирландии было создано 30 сентября 1611 года.
3. Баронетство Новой Шотландии было создано в 1625 году для освоения колонии Новая Шотландия[4][5][6][7].
4. После союза Англии и Шотландии в 1707 году баронетов Англии или Шотландии больше не создавалось, а титулатура изменилась на «баронет Великобритании».
5. После того, как Акт об объединении 1800 года вступил в силу 1 января 1801 года, соединяя королевство Ирландии и королевство Великобритании в Соединённое Королевство Великобритании и Ирландии, титулатура последующих баронетов стала «Соединённого Королевства».

С 1965 года было создано только одно баронетство — для сэра Дениса Тэтчера, мужа бывшего премьер-министра Маргарет Тэтчер (баронессы Тэтчер). После его смерти в 2003 году их старший сын стал 2-м баронетом, сэром Марком Тэтчером.

## Обращение и привилегии
В английском изначально дворянском этикете существует традиционная система ранжированного именования (titles and styles) обладателей дворянских титулов при устном или письменном официальном (англ. formal) или полуофициальном (semi-formal) обращении к ним или упоминании их в речи. Подобно рыцарям, баронеты носят титул «сэр» (Sir) перед своим именем (баронетессы используют «дама»), но рыцарские звания, присваиваемые за личные заслуги их обладателей, не передаются по наследству, а баронетство наследуется. Старший сын баронета, рождённый в браке, наследует баронетство после смерти отца. С несколькими исключениями баронетство можно наследовать только по мужской линии. Баронетессами считаются не жёны баронетов, а только женщины, получившие баронетство за свои собственные заслуги.
В соответствии с британским этикетом правильное на английском языке официальное именование баронета — адресата письма на почтовом конверте к нему, если баронет не имеет прочих титулов — «Sir <Joseph Bloggs>, Bart.» или «Sir <Joseph Bloggs>, Bt.». Письмо следует начинать с обращения: «Dear Sir <Joseph>».
Жён баронетов в официальном упоминании называют «леди + <фамилия мужа>» («Lady <Bloggs>»); в начале письма к ним ставят обращение «Dear Lady <фамилия мужа>». Личные имена жён баронетов, как и жён других титулованных особ, используют только при необходимости различить носительниц одной фамилии (леди (Алису) Блоггз от леди (Гертруды) Блоггз).
Изначально баронеты имели прочие права, включая право награждать сыновей рыцарством на их 21-й день рождения. Однако, начиная со времён Георга IV, эти права были у них отобраны на том основании, что суверены не связаны делами предшественников.
Поскольку баронет — не титул пэров, он не препятствует владельцу быть кандидатом в Палату общин. Однако с 1999 года это стало разрешено и наследственным пэрам, так что это отличие исчезло. Множество баронетов было избрано на выборах в Палату общин в 2001 году.

### Баронетессы
К баронетессам, носящим титул по собственному праву (а не по праву своих супругов), надо писать «Dame <Daisy Dunbar>, Btss.», а в начале письма «Dear Dame <Daisy>» и называть её «Dame <Daisy>» или «Dame <Daisy Dunbar>» (но никогда не «Dame <Dunbar>»). Таких баронетесс было всего пять:
1. дама Мэри Боллз (Dame Mary Bolles; 1579—1662), 1-я баронетесса Боллз (Bolles of Osberton, Notts, cr. 1635; с 1635 года)[12];
2. дама Эмилия Стюарт Белшез (Dame Emilia Stuart Belshes; ?—1807), 3-я баронетесса Уишарт (Wishart of Clifton Hall, Edinburgh, cr. 1706; с 1777 года)[11];
3. дама Элеонор Далиэлл (Dame Eleanor Isabel Dalyell; 1895—1972), 10-я баронетеса Далиэлл (Dalyell of Binns, Linlithgow, cr. 1685; с 1935 года)[13];
4. дама Дэйзи Данбар (Dame Maureen Daisy Helen Dunbar; 1906—1997), 8-я баронетесса Данбар (Dunbar of Hempriggs, Caithness, cr. 1706; с 1963 года)[14] и
5. дама Анна Максвелл Макдональд (Dame Anne Maxwell Macdonald; 1906—2011), 11-я баронетесса Максвелл (Maxwell of Pollock, Renfrew, cr. 1682; с 2005 года)[15].

## Регалии

Планка баронета для ношения на форменной одежде

Баронет получает специальный знак для ношения на шее. Повседневно носится планка.

## Территориальная принадлежность
Все баронетства отличаются друг от друга территориальной принадлежностью. Например, есть баронетства Moore of Colchester, Moore of Hancox, Moore of Kyleburn и Moore of Moore Lodge. Можно различить двух сэров Джонов Муров, живших в одно время.

## Известные баронеты
- баронет Я́ков Васи́льевич Виллье, он же Sir James Wylie Bart (шотландский баронет, служивший лейб-хирургом у трёх российских императоров)
- сэр Роберт Баден-Пауэлл, 1-й Bt. (основатель мирового движения скаутов)
- сэр Джеймс Мэттью Барри, 1-й Bt. (шотландский писатель, автор книг о Питере Пэне)
- сэр Томас Бичем, 2-й Bt. (дирижер и импресарио)
- сэр Джордж Кэйли, 6-й Bt. (пионер авиации)
- сэр Сэмюэл Кунард, 1-й Bt. (судовладелец, организатор пассажирских трансатлантических перевозок)
- сэр Гемфри Дэви, 1-й Bt. (химик)
- сэр Эдуард Элгар, 1-й (и последний) Bt. (композитор)
- сэр Ранульф Файнс, 3-й Bt. (путешественник)
- сэр De Villiers Graaff, 2-й Bt. (южно-африканский политик).
- сэр Бенджамин Гиннесс, 1-й Bt. (ирландский пивовар и филантроп).
- сэр Кейт Джозеф, 2-й Bt. (политик)
- сэр Освальд Мосли, 6-й Bt. (политик)
- сэр Роберт Пиль, 2-й Bt. (премьер-министр)
- сэр Генри Ройс, 1-й Bt. (один из основателей компании Rolls-Royce Limited)
- сэр Джордж Габриэль Стокс, 1-й Bt. (математик и физик)
- сэр Денис Тэтчер, 1-й Bt. (бизнесмен; муж Маргарет Тэтчер)
- сэр Джон Барроу, 1-й баронет, один из основателей и вице-президент Королевского географического общества
- сэр Ва́льтер Скотт, 1-й баронет, всемирно известный шотландский прозаик, поэт, историк, собиратель древностей, адвокат.